# Babettes gæstebud
Babettes gæstebud is een Deense dramafilm uit 1987 onder regie van Gabriel Axel. Het scenario is gebaseerd op de gelijknamige novelle uit 1958 van de Deense auteur Karen Blixen. Axel won met deze film in 1988 de Oscar voor beste niet-Engelstalige film.

## Verhaal
De film vangt aan in het begin van de 19e eeuw in een plattelandsdorp aan de westkust van Jutland waar de knappe zussen Martine en Filippa samen met hun vader wonen. Hun vader is de stichter van een strenge piëtistische geloofsgemeenschap. De zussen hebben veel aanbidders, inzonderheid Lorens Löwenhielm, een jonge Zweedse cavalerie-officier en Achille Papin, een beroemde Franse bariton van de Opéra Garnier. Tot grote tevredenheid van hun vader komt het echter nooit tot een relatie of een huwelijk.
Bijna een halve eeuw later komt Babette aan in het dorp. Ze is gevlucht uit Frankrijk voor de repressie van het revolutionaire bewind. Op voorspraak van Achille Papin komt ze Martine en Filippa onderdak vragen. Ze is bereid gratis te werken voor hen. De zussen nemen haar in hun huis op als kokkin. Wanneer enkele jaren later Babette de hoofdprijs van 10 000 frank van de Franse lotto wint - haar jaarlijks biljet is haar enige overblijvende band met haar vaderland, vraagt ze de zussen of ze het feestmaal mag bereiden dat ze van plan zijn te houden om de honderdste verjaardag van hun overleden vader te herdenken. Het wordt een feestmaal dat bij de uitgenodigde vrome dorpelingen nog lang zal nazinderen.

## Rolverdeling
| Acteur               | Personage                       |
| -------------------- | ------------------------------- |
| Stéphane Audran      | Babette Hersant                 |
| Birgitte Federspiel  | Martine                         |
| Bodil Kjer           | Filippa                         |
| Jarl Kulle           | Lorens Löwenhielm               |
| Jean-Philippe Lafont | Achille Papin                   |
| Vibeke Hastrup       | de jonge Martine                |
| Hanne Stensgaard     | de jonge Filippa                |
| Gudmar Wivesson      | de jonge Lorens                 |
| Bibi Andersson       | een hofdame aan het Zweedse hof |
| Ebba With            | de tante van Löwenhielm         |